# MTV Plus
MTV+ — развлекательный телеканал, который изначально был доступен в Греции и Италии, пока не был заменён на MTV Music 1 марта 2011 года в Италии и 12 декабря 2011 года на Nickelodeon Plus в Греции. Возобновил своё вещание 1 ноября 2018 года в Германии на частоте Nickelodeon Germany, заменив вечерне-ночной блок Nicknight.

## MTV+ в Италии
MTV+ Italy был запущен 17 мая 2010 года и закрыт 1 марта 2011. Заменён на MTV Music.

## MTV+ в Греции
MTV+ Greece был запущен 18 октября 2009 года и его программирование было похоже на его родственный телеканал MTV Greece. 12 декабря 2011 года был заменён на Nickelodeon Plus.

## MTV+ в Германии
MTV+ Germany был запущен 1 ноября 2018 года и заменил собой nicknight. Его концепция заключается в трансляции программ MTV Germany со сдвигом на 1 час. Вещание проводится каждый день с 20:15 вечера до 5:00 утра по берлинскому времени на частоте телеканала Nickelodeon Germany.